# Toquí cuixagroc negre
El toquí cuixagroc negre (Atlapetes tibialis) és un ocell de la família dels passerèl·lids (Passerellidae).

## Descripció
Ocell únic de color gris sutge amb curiosos plomalls grocs a la base de cada pota. De color negre fosc al cap i les ales. Més aviat gruixut i cua llarga amb un bec cònic important. Normalment es troba prop del terra en parelles o petits grups. Prefereix zones boscoses fins als llindars. No té dimorfisme sexual, els juvenils tenen un plomatge més apagat i de color sutge amb un to marró al plomatge superior i les cuixes marró oliva, no tenen els plomalls grocs i generalment van en grup amb els adults.

### Mides
El mascle de toquí cuixagroc negre fa una mitjana de 18,3 cm i la femella 17,3 cm, la cua amida uns 8,5 cm, la corda de l'ala uns 7,7 cm, el bec 1,45 cm i de mitjana pesa 30 g.

## Distribució i hàbitat
El toquí cuixagroc negre és nadiu de les terres altes de l'extrem sud-oest de Panamà a les terres altes occidentals de Chiriquí, des del Parque Internacional La Amistad fins a Boquete; i Costa Rica, a la serralada de Talamanca, la serralada central i la serralada de Tilarán. Abans es trobava a l'altiplà central de Costa Rica, que ara està en gran part desforestat.
Segons creixen, habiten la selva pluvial, matolls de bambú, pastures i clarianes arbustives i densa vegetació secundària a una altitud de 1.500 metres fins a la línia de fusta (línia dels arbres). Els ocells que no reproductors poden baixar fins a 1.200 m al vessant caribeny de Costa Rica.

## Alimentació
El toquí cuixagroc negre s'alimenta nèctar pessigant les corol·les de les flors tubulars (com Jacobinia aurea, Salvia nervata) per extreure el nèctar també d'insectes, aranyes i llavors petites. Normalment s'alimenten en parelles o en petits grups familiars.

## Cria / Nidificació
La majoria dels aparellaments es produeixen de març a maig. La femella construeix un voluminós niu de copa oberta amb herba seca i fulles de bambú seques. El niu se sol col·locar entre 0,5 i 4,6 metres per sobre del terra a la capçada dels arbres.
La posta mitjana consisteix en dos ous blancs o blavosos pàl·lids amb taques marrons, que incuba durant uns 12 a 14 dies. Les cries s'enfilen (deixen el niu) quan tenen uns 12 dies. El mascle no sembla estar implicat en la cria de les cries.

## Vocalitzacions
Els cants consisteixen en notes agudes i seques, «tii tididee dii wink wink, tii tiddy dii dii wink wink» o «t’txip-didichichi» o frases similars repetides ràpida i llargament.

## Taxonomia
Fins fa poc estava inclòs dins el gènere Pselliophorus (Pselliophorus tibialis) però estudis recents filogenètics (Klicka et al. 2014) mostren que Pselliophorus està inclòs dins d'Atlapetes.
El fet de ser un estudi recent, hi autoritats taxonòmiques que ja reconeixen aquest canvi i d'altres no encara.